# Phishing-Simulation
Eine Phishing-Simulation oder ein  Phishing-Test ist eine Methode, bei der Unternehmen oder Organisationen gefälschte Phishing-E-Mails oder -Nachrichten an ihre eigenen Mitarbeiter senden, um deren Reaktion auf diese betrügerischen Versuche zu testen. Typischerweise imitiert eine Phishing-Simulation die Techniken und Taktiken, die von echten Phishing-Akteuren verwendet werden. Die Mitarbeiter erhalten E-Mails, die gefälschte Phishing-Angriffe darstellen, wie beispielsweise Nachrichten, die vorgeben, von bekannten Unternehmen oder Kollegen zu stammen und sie dazu auffordern, auf Links zu klicken, Anhänge zu öffnen oder persönliche Informationen preiszugeben. Ziel einer Phishing-Simulation ist es, das Sicherheitsbewusstsein der Mitarbeiter zu schärfen, sie für die Gefahren von Phishing-Angriffen zu sensibilisieren und ihnen beizubringen, wie sie verdächtige E-Mails erkennen und darauf reagieren können, nach dem Prinzip „erst denken und dann handeln“.
Die Reaktion der Mitarbeiter auf diese simulierten Phishing-Angriffe wird analysiert und bewertet. Sobald ein Mitarbeiter auf die simulierte Phishing-E-Mail hereinfällt und die gefälschte Aktion ausführt, wird er normalerweise über die Simulation informiert und erhält Schulungsmaterialien, um sein Wissen zu verbessern. Wenn ein Mitarbeiter die Phishing-E-Mail erfolgreich erkennt und nicht darauf reagiert, wird er für seine aufmerksame und sichere Handlungsweise gelobt.
Phishing-Simulationen sind ein wichtiges Instrument im Bereich der Cybersicherheitsschulung und helfen Unternehmen dabei, ihre Mitarbeiter besser auf die ständig wachsende Bedrohung durch Phishing-Angriffe vorzubereiten. Sie ermöglichen es Unternehmen, das Sicherheitsbewusstsein zu stärken und die Mitarbeiter in die Verteidigung gegen Phishing-Angriffe einzubeziehen.
In der IT-Sicherheitsbranche herrscht weitgehendes Einvernehmen darüber, dass allein technische Sicherheitsmaßnahmen nicht ausreichen, um alle schädlichen E-Mail-Angriffe zu stoppen. Es wird betont, dass eine gründliche Schulung der Mitarbeiter unerlässlich ist. Phishing-Simulationen bieten eine effektive Methode zur direkten Überprüfung der Mitarbeiter-Compliance. Insbesondere wenn sie in regelmäßigen Abständen durchgeführt werden, ermöglichen sie die Beobachtung und Bewertung der Veränderungen im Verhalten der Benutzer. Offizielle Stellen und Behörden empfehlen die Verwendung von Phishing-Simulationen und stellen häufig Leitlinien für deren Umsetzung zur Verfügung.
Phishing-Simulationen sind auch in Penetrationstests (Pentests) äußerst sinnvoll. Pentests sind darauf ausgerichtet, die Schwachstellen in den Sicherheitssystemen einer Organisation aufzudecken, und Phishing-Simulationen tragen dazu bei, diese Tests realistischer und ganzheitlicher zu gestalten. Durch die Integration von Phishing-Simulationen in Pentests kann die Fähigkeit eines Angreifers, über soziale Ingenieurskunst Zugriff zu erhalten, besser bewertet werden. Dies ermöglicht es Unternehmen, nicht nur technische Schwachstellen zu identifizieren, sondern auch das Verhalten ihrer Mitarbeiter in Bezug auf Phishing-Angriffe zu überprüfen.
Darüber hinaus bieten Phishing-Simulationen eine Gelegenheit, die Reaktionsfähigkeit und das Krisenmanagement der Organisation zu testen. Wenn Mitarbeiter auf eine Phishing-E-Mail hereinfallen, zeigt dies nicht nur eine Schwachstelle in der Schulung auf, sondern auch die Notwendigkeit einer effizienten Reaktion und Schadensbegrenzung. Pentests mit Phishing-Simulationen tragen dazu bei, die gesamte Sicherheitslage einer Organisation umfassend zu bewerten und gezielt an Schwachstellen zu arbeiten.

## Geschichte
Phishing-Simulationen sind ein relativ neues Konzept in der Welt der Cybersicherheit und entstanden als Reaktion auf die wachsende Bedrohung durch Phishing-Angriffe in den letzten zwei Jahrzehnten. Hier ist eine kurze Geschichte.
- Frühe Phishing-Angriffe (1990er Jahre – 2000er Jahre): Die ersten dokumentierten Phishing-Angriffe traten in den 1990er Jahren auf, als Online-Dienste wie AOL und Compuserve populär wurden. Angreifer versuchten, Passwörter und Zugangsdaten von Benutzern durch gefälschte E-Mails und Websites zu stehlen. Diese Angriffe waren oft einfach und leicht zu erkennen.
- Wachstum und Professionalisierung (2000er Jahre): In den 2000er Jahren entwickelten sich Phishing-Angriffe weiter. Sie wurden raffinierter und zielten auf eine breitere Palette von Diensten und Unternehmen ab. Der Begriff „Phishing“ selbst wurde zu dieser Zeit geprägt, eine Kombination der Wörter „Passwort“ und „Fischen“ (im Sinne von Angeln).[1]
- Aufkommen von Phishing-Simulationen (2010er Jahre): Mit dem Anstieg von Phishing-Angriffen erkannten Unternehmen die Notwendigkeit, ihre Mitarbeiter besser auf diese Bedrohung vorzubereiten. In den 2010er Jahren begannen sie, Phishing-Simulationen als ein Werkzeug zur Sensibilisierung und Schulung einzusetzen. Diese Simulationen ahmten echte Phishing-Angriffe nach und wurden verwendet, um das Verhalten der Mitarbeiter zu überwachen und zu schulen.
- Verfeinerung und Integration (Heute): Heute sind Phishing-Simulationen ein etablierter Bestandteil der Cybersicherheitsschulung. Sie werden von Unternehmen und Organisationen weltweit eingesetzt, um die Sicherheitsbewusstseinsbildung der Mitarbeiter zu fördern. Diese Simulationen sind zunehmend realistisch und komplex geworden und bieten eine wertvolle Möglichkeit, Mitarbeiter auf die aktuellen Phishing-Bedrohungen vorzubereiten.

## Ethik
Phishing-Simulationen sind ein nützliches Instrument zur Verbesserung der Sicherheitsbewusstheit und -kompetenz von Mitarbeitern in Unternehmen und Organisationen. Dennoch wirft ihre Anwendung wichtige ethische Fragen auf, die sorgfältig berücksichtigt werden müssen.
- Einverständnis und Transparenz: Die ethische Grundlage für Phishing-Simulationen erfordert, dass Mitarbeiter im Voraus über diese Aktivitäten informiert werden. Es ist wichtig, dass sie verstehen, dass die simulierten Phishing-E-Mails oder -Nachrichten Teil eines Schulungsprogramms sind und keine tatsächlichen Bedrohungen darstellen.
- Verhältnismäßigkeit: Die Phishing-Simulation sollte angemessen sein und nicht übertrieben oder traumatisch wirken. Die gewählten Simulationstechniken und -inhalte sollten aufklärend und lehrreich sein, ohne unnötige Angst oder Stress bei den Mitarbeitern auszulösen.
- Schutz der Privatsphäre: Die Daten, die im Rahmen von Phishing-Simulationen erfasst werden, sollten vertraulich behandelt werden. Dies umfasst die Art und Weise, wie die Reaktionen der Mitarbeiter erfasst, analysiert und gespeichert werden.
- Klare Ziele: Die Ethik von Phishing-Simulationen erfordert, dass die Ziele der Übungen klar definiert sind. Es sollte deutlich sein, dass das Hauptziel darin besteht, die Sicherheitsbewusstheit und -fähigkeiten der Mitarbeiter zu stärken und nicht, Mitarbeiter zu bestrafen oder zu demütigen.
- Folgeaktionen und Schulung: Mitarbeiter, die auf Phishing-Simulationen hereinfallen, sollten nicht bloßgestellt oder bestraft werden. Stattdessen ist es ethisch, ihnen anschließende Schulungen und Unterstützung anzubieten, um ihr Wissen und ihre Fähigkeiten zu verbessern.

Die ethische Durchführung von Phishing-Simulationen erfordert eine ausgewogene Herangehensweise, die das Ziel der Sensibilisierung und Schulung in den Vordergrund stellt, ohne die Privatsphäre und das Wohlbefinden der Mitarbeiter zu gefährden. Unternehmen und Organisationen sollten klare Richtlinien für die Ethik von Phishing-Simulationen entwickeln und sicherstellen, dass diese in Übereinstimmung mit den geltenden Gesetzen und Vorschriften durchgeführt werden.

## Methoden
Phishing-Simulation ist eine präventive Methode, die von Organisationen und Unternehmen eingesetzt wird, um Mitarbeiter auf Phishing-Angriffe vorzubereiten und das Sicherheitsbewusstsein zu stärken. Diese Methode ahmt realistisch Phishing-Angriffe nach, ohne dabei jedoch Schaden anzurichten. Phishing-Simulationen werden verwendet, um die Reaktion der Mitarbeiter auf verdächtige E-Mails oder Nachrichten zu testen und sie für die Gefahren von Phishing-Angriffen zu sensibilisieren.
Es gibt verschiedene Phishing-Simulationsmethoden, die von Unternehmen und Sicherheitsexperten angewendet werden. Zu den häufigsten gehören:
- E-Mail-Phishing-Simulation: Bei dieser Methode senden Unternehmen gefälschte Phishing-E-Mails an ihre Mitarbeiter. Diese E-Mails imitieren typische Phishing-Angriffe und enthalten Links oder Anhänge, auf die die Mitarbeiter reagieren sollen. Die Reaktion der Mitarbeiter wird überwacht und bewertet.
- Spear-Phishing-Simulation: Ähnlich wie bei der E-Mail-Phishing-Simulation, jedoch spezifischer. Hier werden die Phishing-E-Mails an bestimmte Mitarbeiter oder Abteilungen gesendet und sind oft personalisiert, um die Authentizität zu erhöhen.
- Vishing-Simulation: Diese Methode umfasst die Durchführung von Phishing-Simulationsanrufen, bei denen die Mitarbeiter Anrufe von vermeintlichen Betrügern erhalten. Dies dient dazu, ihre Fähigkeit zur Identifizierung von betrügerischen Anrufen zu testen.
- SMS-Phishing-Simulation (Smishing): Hier werden gefälschte SMS-Nachrichten an Mitarbeiter gesendet, die dazu verleitet werden sollen, auf Links zu klicken oder persönliche Informationen preiszugeben.
- Phishing-Tests mit Social Engineering: Diese Methode kombiniert Phishing-Simulation mit sozialer Manipulation, um die Reaktion der Mitarbeiter auf komplexe Angriffe zu prüfen. Sie umfasst oft menschliche Interaktion und Täuschung.
- Phishing-Simulation mit Schulungen: Neben den eigentlichen Phishing-Simulationen bieten Unternehmen oft Schulungen und Schulungsmaterialien an, um die Mitarbeiter darüber aufzuklären, wie sie Phishing-Angriffe erkennen und vermeiden können.

Phishing-Simulationen sind ein wichtiger Bestandteil der Sicherheitsschulung und helfen Unternehmen, ihre Mitarbeiter auf mögliche Bedrohungen vorzubereiten. Durch regelmäßige Durchführung dieser Simulationen können Organisationen das Sicherheitsbewusstsein stärken und die Fähigkeiten ihrer Mitarbeiter zur Identifizierung und Abwehr von Phishing-Angriffen verbessern.

## Frequenz
Phishing-Simulationen sind vergleichbar mit Feuerübungen, bei denen Mitarbeiter regelmäßig trainieren, wie sie auf potenziell gefährliche Situationen reagieren sollen. Die meisten Empfehlungen besagen, dass Tests mehrmals im Jahr durchgeführt werden sollten, um den Mitarbeitern die Möglichkeit zu geben, sich im korrekten Umgang mit Phishing-Simulationen zu üben und um dem Management Rückmeldungen über den Fortschritt der Mitarbeiter bei der Identifizierung und Meldung potenziell gefährlicher E-Mails zu geben.